# Vrio Corp.
Vrio (anteriormente chamada de DirecTV Latin America) é uma empresa norte-americana de televisão por assinatura via satélite pelo sistema direct-to-home. A empresa é uma subsidiária do Grupo Werthein. A atual controladora da Vrio Corp.
Em 21 de julho de 2021, foi anunciado a venda da empresa para o Grupo Werthein. Foram envolvidas no negócio todas as empresas da América do Sul (com exceção dos serviços de Internet na Colômbia) e da América Central e Caribe. Já a cota da Vrio na Sky México foi mantida com a AT&T.

## História

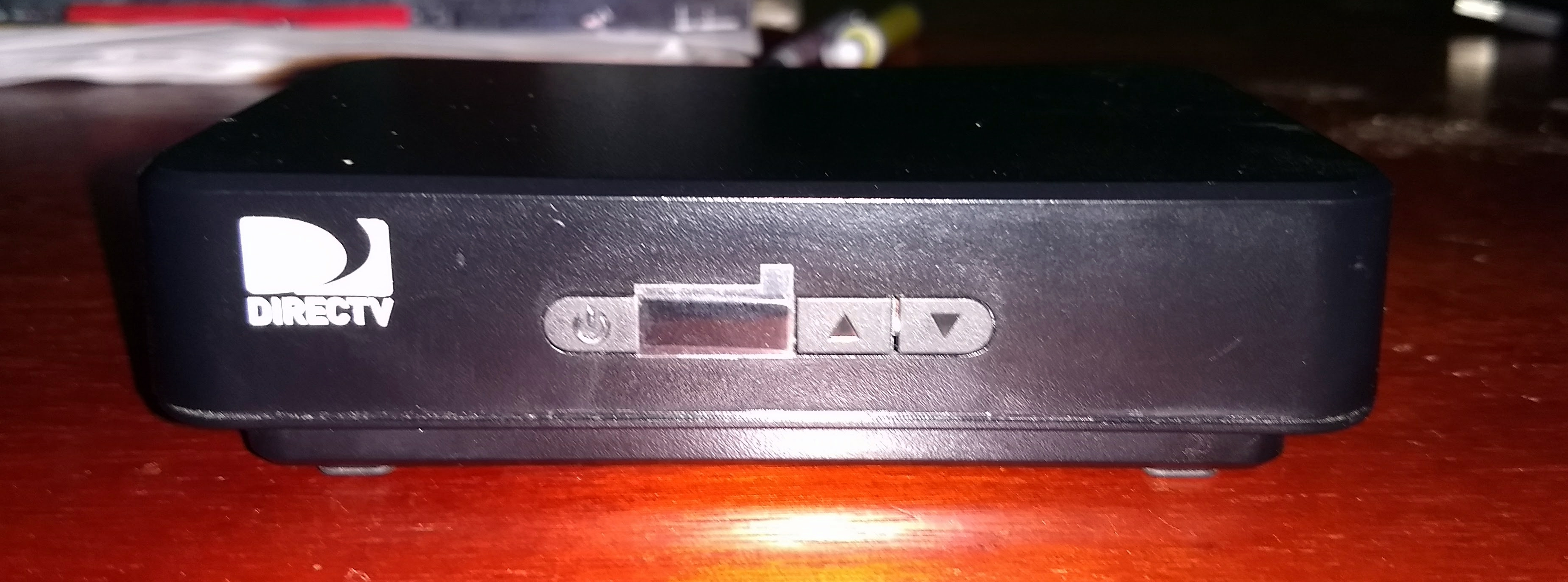
Um decodificador usado pela DirecTV na Colômbia

### México

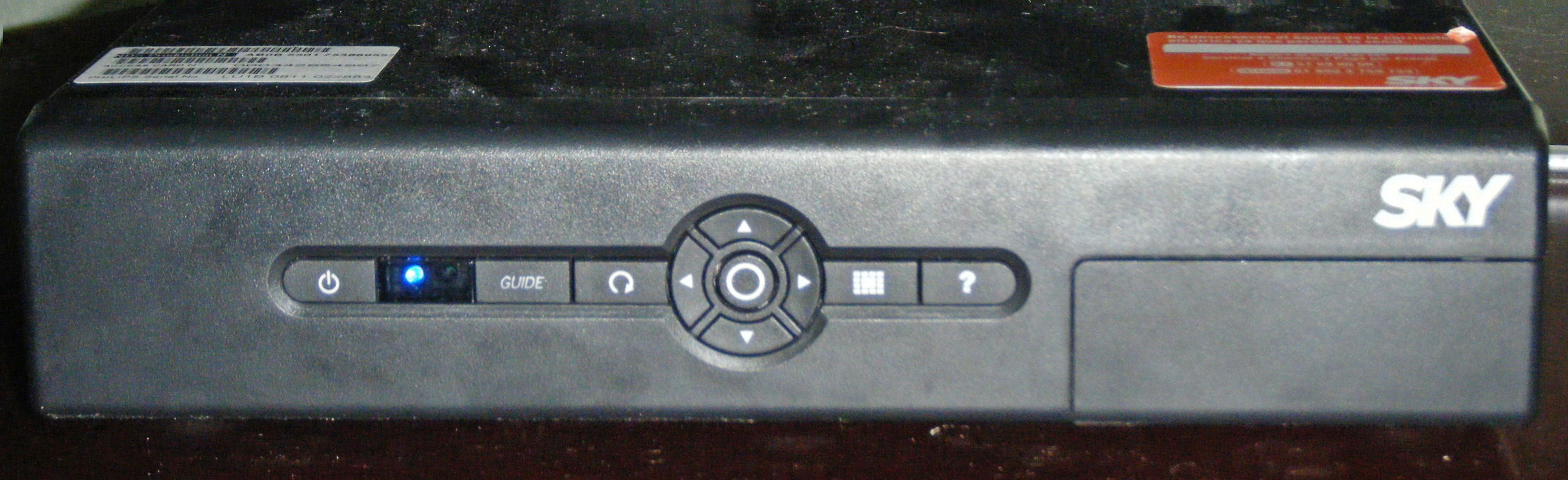
Um decodificador da DirecTV usando a marca Sky no Brasil.

A Sky México é uma empresa de televisão por assinatura fundada em 1996 através de uma parceria entre a News Corporation, Liberty Media e Televisa. Os proprietário atualmente são a Televisa (58,7%) e a DirecTV Latin America (41,3%).

### Argentina
A Sky Argentina foi uma empresa de televisão por assinatura começou suas operações em novembro de 2000. Encerrou as atividades no dia 10 de julho de 2002, devido à situação econômica do país. A empresa investiu mais de 120 milhões de dólares desde que iniciou sua transmissão, mas devido à crise econômica que Argentina enfrentou, ao fato que a mesma tem tido em seus custos, somado às severas dificuldades de planejar ações futuras devido a instabilidade economica do país, a empresa decidiu fechar suas operações.
Começou suas operações em novembro de 2000 e deixou de operar em 10 de julho de 2002 devido a crise econômica de 2001. Desde o início, investiu mais de 150 milhões de pesos. Atualmente, o único operador de televisão por satélite é a DirecTV.

### Brasil

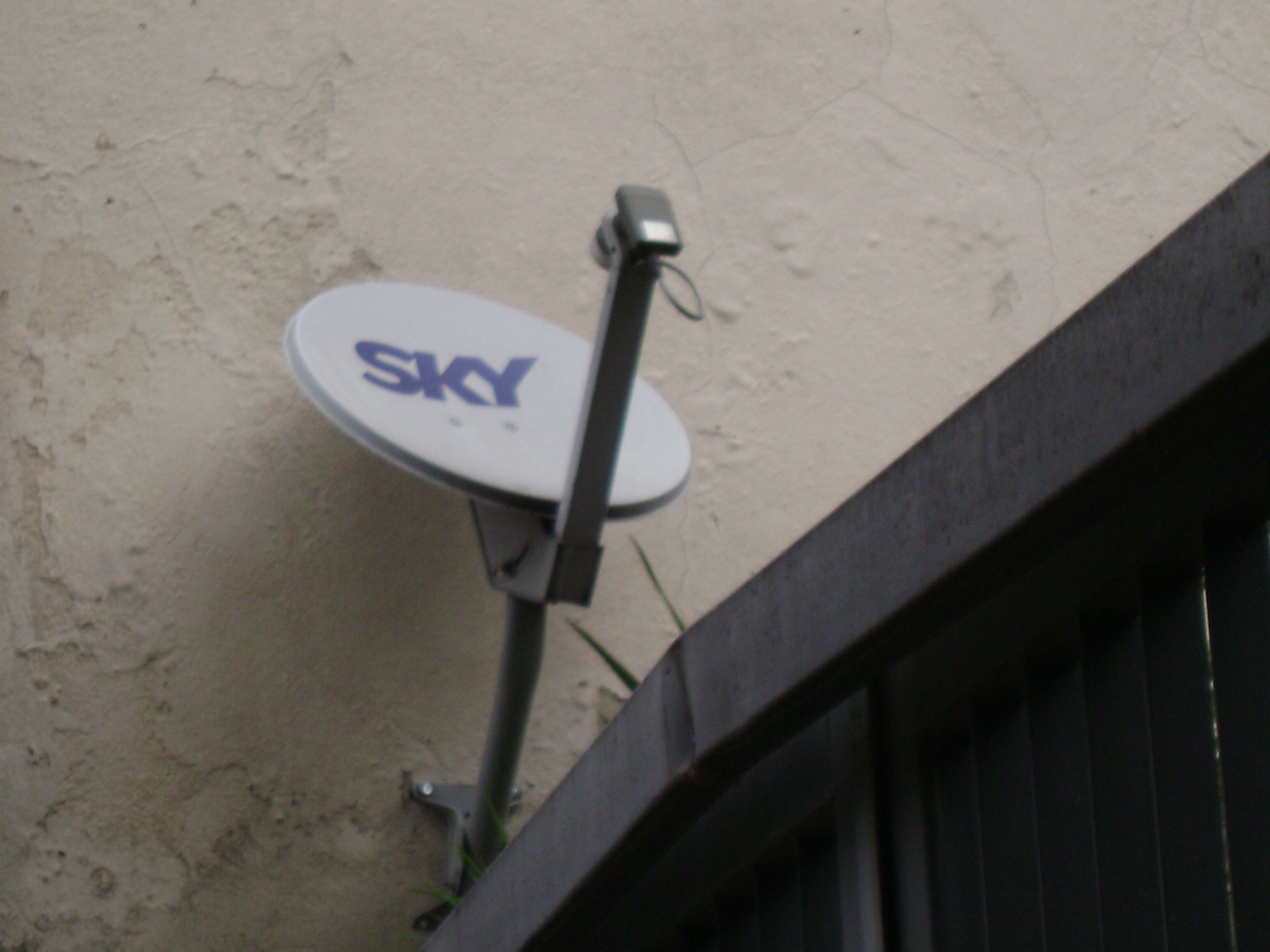
Uma mini-antena parabólica usada para recepção do serviço da Sky, subsidiária da DirecTV no Brasil.

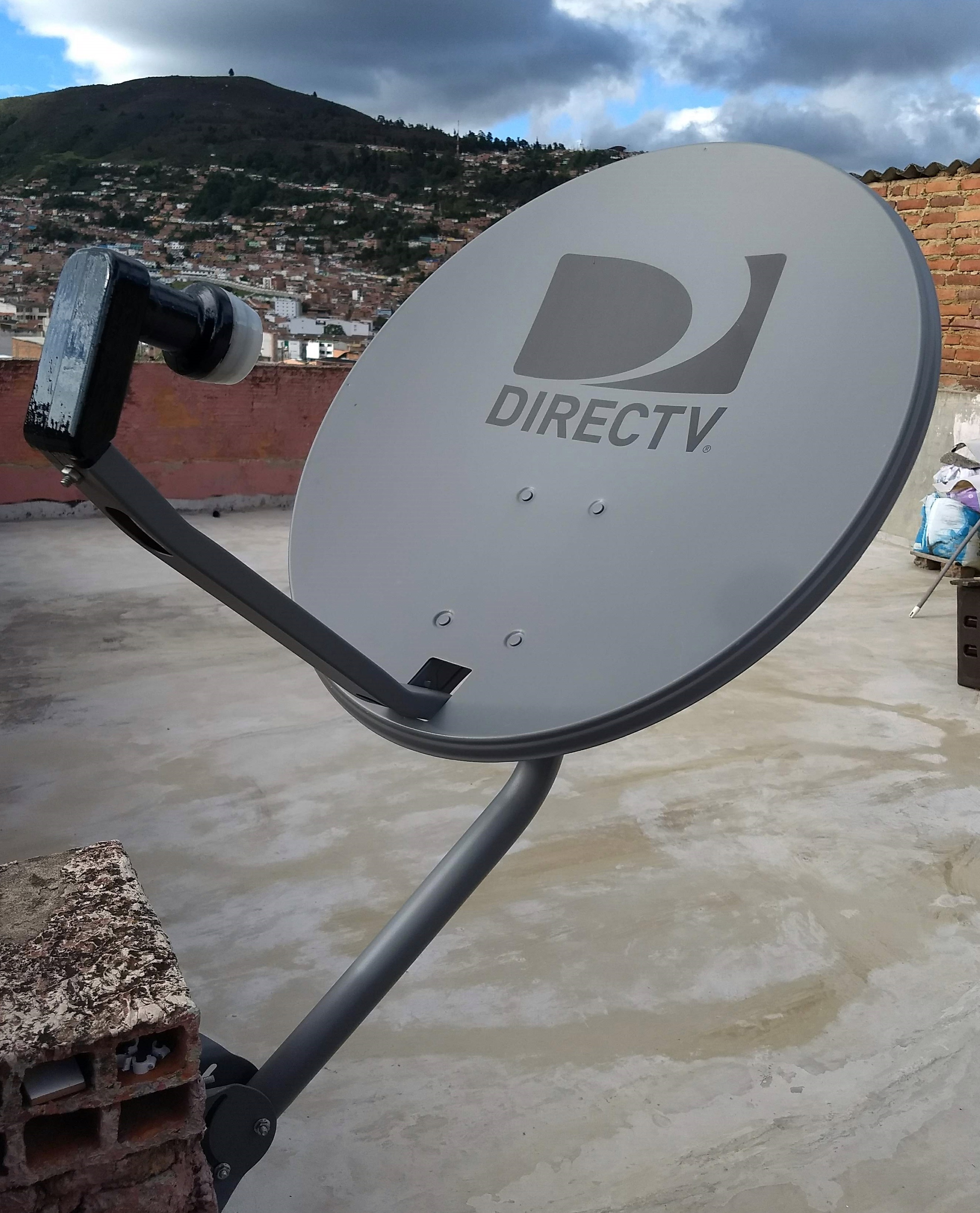
Uma outra mini-antena parabólica da DirecTV, usada em sua operação na Colômbia

Lançada em 30 de outubro de 1996, a Sky foi uma das primeiras empresas de televisão por assinatura via satélite do Brasil, usando o sistema de televisão digital no DTH. Dez anos mais tarde, em 2006, é concluída a maior fusão do setor com a DirecTV Brasil, até então sua maior concorrente. A News Corporation, sócia da Sky, tinha comprado 35% das ações da DirecTV em 2004. Anteriormente, em 2002, a Globo vendeu parte de sua participação na Sky para a News Corporation, fazendo com que esta assumisse o seu controle.  A DirecTV Latin America possui cerca de 94,6% do capital da empresa.

### Colômbia
Foi iniciada em 1991, entrou em operação Sky Colombia SA, que forneceu um serviço de televisão por assinatura, com grande qualidade de som e imagem, os custos caríssimos atingia apenas a população classe média alta, em 1996 terminou o ano com perdas profundas financeiras, o que comprometeu o seu funcionamento, e resultou em várias demissões na empresa, bem como o encerramento de vários estabelecimentos, até que em 1999 e 2000 devido a crise econômica vendeu suas ações para DirecTV Group.

### Chile
A Sky Chile foi inaugurada em 1997, com transmissões de jogos esportivos em pay-per-view . Em 2003  perdeu a direitos de transmissão para o campeonato Campeonato Chileno de Futebol e entrou com pedido de falência. Em 2006  foi vendida para a The DirecTV Group, os assinantes passaram a ser clientes DirecTV com a chegada de concorrentes como Telmex TV e Telefónica TV Digital milhares de seus clientes migraram para essas empresas que oferecem custos mais baixos.

### América Central e Caribe
Em meados dos anos 2007, A DirecTV através da Sky México tem expandido serviços de tv paga via satélite para América Central, Caribe e a países como a Costa Rica, República Dominicana, Nicarágua, Guatemala, Panamá, El Salvador e Honduras. Em cada país passa seus respectivos canais nacionais. Possivelmente a entrada no mercado de Porto Rico com a aquisição ativa da DirecTV para a Liberty Media.
O grupo mexicano Innova, a empresa assumiu o controle da DirecTV Panamá e outros países latino-americanos, para prestar serviço de TV via satélite.
Embora os detalhes da transação são mantidos em segredo, os relatórios citados pela imprensa informa que irá substituir a marca Sky pela marca DirecTV, com mais de 11 anos de presença no mercado local de televisão por assinatura.
Innova, que pertence a rede mexicana Televisa é o acionista maioritário, vai oferecer o mesmo número de canais, com preços baseados nos planos aprovados.